# Christian Chávez
Christian Chávez (rojen kot José Christian Chávez Garza), mehiški pevec in igralec, * 7. avgust 1983 Reynosa, Mehika.

## Zasebno življenje
Leta 2005 se je poročil s svojim partnerjem »BJ Murphyjem«. Za javnost je bila poroka presenečenje, saj do takrat Christian ni poudarjal, da je homoseksualec. Leta 2007 pa je to javno priznal, saj so ga izsiljevali s poročnimi fotografijami posnetimi med obredom, ki je potekal v Kanadi.
Leta 2007 je bil aretiran zaradi posredovanja marihuane v New Yorku, zaradi česar se je že javno opravičil.

## Kariera
Najbolj znan po svoji vlogi Giovannija Méndeza v telenoveli Rebelde in po svojem članstvu v skupini RBD. Uspeh telenovele Rebelde se je prenesel na skupino RBD, ki uživa slavo v Latinski Ameriki, Evropi in Združenih državah Amerike. Čeprav je Christian postal slaven po vlogi v Rebelde, je zaigral tudi v drugi mehiški telenoveli, Clase 406 kot Fercho skupaj z nekaterimi svojimi soigralci v Rebelde Dulce, Anahí,in Alfonsom.

### Albumi z RBD
Španski studio albumi
1. Rebelde (2004)
2. Nuestro Amor (2005)
3. Celestial (2006)
4. RBD La Familia (2007)
5. Empezar desde cero(2007)

Angleški studio albumi
1. Rebels (2006)

Portugalski studio albumi
1. Rebelde (brazilska verzija) (2005)
2. Nosso Amor (brazilska verzija (2006)
3. Celestial (brazilska verzija) (2006)

Albumi v živo/DVD-ji
1. Tour Generación RBD en Vivo (2005)
2. Live in Hollywood (2006)
3. ¿Que Hay Detrás de RBD? (2006)
4. Live in Rio (2007)
5. Hecho En España (2007)

1. ↑  https://pantheon.world/profile/person/Christian_Chávez